# Jarmutka
Der Jarmutka ist ein Berg in den polnischen Kleinen Pieninen, einem Gebirgszug der Pieninen, mit 690 Metern Höhe über Normalnull.

## Lage und Umgebung
Der Jarmutka liegt im Hauptkamm der Pieninen. Nördlich des Gipfels liegt das Tal des Gebirgsflusses Grajcarek.

## Tourismus
Der Gipfel ist von allen umliegenden Ortschaften leicht auf markierten Wanderwegen erreichbar. Er liegt außerhalb des polnischen Pieninen-Nationalparks.